# Annelise Damm Olesen
Annelise Damm Olesen (født 2. januar 1942 i København) var en dansk tidligere atletikudøver og var medlem af Hvidovre Idrætsforening. 
Annelise Damm Olesen vandt sølv på 800 meter ved EM 1969 i Athen, efter at være blevet nummer to i det indledende heat med dansk rekord 2:04,5. Hun forbedrede rekorden i finalen til 2:02,6, 1,2 sekund langsommere end vinderen Lillian Board fra Storbritannien og fik samme tid som bronzevinderen Vera Nikolić fra Jugoslavien. Der var også dansk deltagelse på 4 x 400 meter, hvor hun deltog sammen med Birgitte Jennes, Kirsten Høiler og Pia Lund Hansen. Annelise krydsede mållinjen efter en sidste tur på 52,5, og i en sluttid på 3:36,2. En tid der fortsat er gældende dansk rekord 
Annelise Damm Olesen har deltaget i to Olympiske lege på 800 meter; I 1968, hvor hun blev slået ud i indledende heat og i 1972, hvor hun nåede semifinalen efter at have sat dansk rekord med 2,01,77 i indledende heat. Derudover blev det til en syvende plads ved indendørs EM 1970. Hun vandt syv individuelle danske mesterskaber; tre på 800 meter, to på 400 meter og to i hækkeløb. Det 
blev også til syv titler på 4 x 100 meter stafet i perioden fra 1961 til 1972 og i 1970 oven i købet i dansk rekord med 47,9. 4 x 400 meter blev først mesterskabsøvelse i 1969, og de første fem gange var hun med til at vinde titlen. I Danmarksturneringen, DM for hold, blev det efter fire sølv- og to bronzemedaljer til guldmedaljer i 1973.
Annelise Damm Olesen satte 19 danske rekorder. 
På 400 meter forbedrede hun rekorden fem gange fra 55,8 (1968) til 53,6 i 1969. En af rekorderne blev sat ved OL i Mexico City i 1968 med 55,3. Rekorden på 53,6 blev først forbedret i 1992 efter 24 år af Karen Gydesen til 53,41sek.
På 800 meter slog hun rekorden første gang i 1968 med 2:09,2 og forbedrede den yderligere fire gange. Undervejs blev den forbedret i to omgange ved EM i Athen i 1969. Den sidste rekord kom ved OL i München i 1972 med tiden 2:01,77, der samtidig også var nordisk rekord. Den danske rekord stod uberørt i knap 22 år, til Karen Gydesen slog den med tiden 2:00,97. 
På 1500 meter forbedrede hun i 1972 den bestående rekord med ikke mindre end 11,2 sekunder ved Bislett Games. Rekorden på 4.20,1 blev året efter slået af Loa Olafsson.
I 1960, som bare 18-årig satte hun sin første danske rekord da hun vandt sit første danske mesterskab i favoritøvelsen 80 meter hæk på rekordtiden 12,0. I 1969 skiftede man fra 80 til 100 meter hæk, og da året var omme var der sat ny dansk rekord fire gange, de sidste tre af Annelise Damm Olesen. Året efter blev hun den første dansker under 14 sekunder. de gjorde hun hele tre gange. Den hurtigste tid opnået ved Europa Cupen med 13,8, en rekord der fik lov til at stå i fire år.
I stafetløb blev det til seks rekorder på Hvidovres klubhold på 4 x 100 meter, 4 x 200 meter og 4 x 400 meter, mens det blev til tre rekorder med landsholdet på 4 x 100 meter og 4 x 400 meter. 
Annelise Damm Olesen deltog ved VM for veteraner i 1987 i australske Melbourne, hvor hun fik sin internationale debut på 400 meter hæk i K45. En debut der sikrede en bronzemedalje med 67,33s, en tid der fortsat er både dansk og nordisk K-45 rekord.

## Internationale mesterskaber
- 1972 OL 800 meter indl. heat 2:01.77 semifinale 2:04.19
- 1970 EM-inde 800 meter inde 7.plads 2,14,5
- 1969 EM 800 meter  Sølv  2,02,6
- 1969 EM 4 x 400 meter 3:36,2
- 1969 NM Femkamp  Bronze 4419p
- 1968 OL 800 meter indl. heat 2.09,01

## Danske mesterskaber
- Guld 1972   400 meter  55,3
- Guld 1972   800 meter  2,11,6
- Guld 1969   400 meter  55,6
- Guld 1969   800 meter  2,16,4
- Guld 1969   100 meter hæk 14,3
- Guld 1968   800 meter  2,14,8
- Sølv 1968   400 meter  55,8
- Sølv 1967   80 meter hæk 11,6
- Sølv 1966   80 meter hæk 11,8
- Sølv 1965   80 meter hæk 11,6
- Sølv 1963   80 meter hæk 11,5
- Sølv 1961   80 meter hæk 11,8
- Guld 1960   80 meter hæk 12,0
- Bronze 1959   200 meter  26,8
- Bronze 1959   80 meter hæk 12,2

## Personlig rekord
- 400 meter: 53,6 1969
- 800 meter: 2.01.77 1972
- 1500 meter: 4.20,2 1972
- 80 meter hæk: 11,5 1963
- 100 meter hæk: 13,8 1972